# Die Woche mit Sara
Die Woche mit Sara (Original: Det går an) ist ein 1839 erschienener Roman von Carl Jonas Love Almqvist. Darin geht es um einen jungen Sergeant, der bei einer Dampfschiffsreise die junge Sara Videbeck kennenlernt. Er erliegt ihrer Faszination, wird im Verlauf der Geschichte jedoch in seinen bürgerlichen Ansichten herausgefordert. Sara will nämlich nicht von einem Mann abhängig sein, weist seine Avancen mehrfach zurück und plant nicht zu heiraten.
Eine deutsche Version des Buches wurde 2004 herausgegeben.

## Handlung
Sergeant Albert befindet sich auf einem Dampfschiff, als er sich in die junge Sara Videbeck verliebt. Obwohl sie alleine reist, gestaltet es sich als schwierig für ihn, sie kennenzulernen; Sara weist ihn ab. Unfähig, seine Faszination für die junge Frau einfach aufzugeben, sucht Albert weiterhin ihre Nähe und schafft es so schließlich doch, sie und ihr Leben langsam kennenzulernen.
Sara Videbeck ist die Tochter eines verstorbenen Glasermeisters. Ihre Mutter ist erkrankt und die Tochter leitet das Familiengeschäft;  aufgrund der Regulationen durch die Glasergilde ist es ihr als Frau jedoch nicht erlaubt, die Kerntätigkeiten eines Glasers auszuführen. Stattdessen verkauft sie Glasobjekte und Glaserkitt. Sie befindet sich gerade auf Geschäftsreise.
Als der Sergeant und Sara an Land gehen, nähern sie sich an und verbringen weiterhin Zeit zusammen; Sara schlägt Albert vor, sich das letzte freie Zimmer in der Herberge zu teilen. Sie entwickelt Gefühle für Albert; aufgrund ihrer Ansicht, dass die Ehe nur ein Käfig sei, signalisiert sie dem Sergeant, dass er sich ihren Wünschen anpassen solle oder ihre Beziehung keine Zukunft haben werde.
Sara fordert schließlich, dass sie und Albert in ihrer Beziehung gleichberechtigt sein sollten. Sie sollten nicht voneinander abhängig sein müssen, was sich beispielsweise in eigenen Finanzen und jeweils eigenem Wohnraum darstelle.

## Rezeption
Die Woche mit Sara ist heute eines der bedeutendsten Werke Almqvists. Bereits zur Erscheinungszeit löste der Roman einen Skandal aufgrund der unkonventionellen Auffassungen der Rolle der Frau und der Ehe aus. Mehrere Schriftsteller verfassten Gegenentwürfe, darunter August Blanche (Det går an), Sophie von Knorring (Så går det), Malla Montgomery-Silfverstolpe (Månne det gå an?), Victor Snellman (Det går an) und Wilhelmina Stålberg (Eva Widebeck eller Det går aldrig an).
Unter der Regie von Bengt Lagerkvist wurde das Buch 1963 für das dänische Fernsehen verfilmt. Drei Jahre später erschien er unter dem Titel Die Reise in Westdeutschland.